# 山田烈盛
山田 烈盛（やまだ れつもり、文久2年（1862年）5月 - 大正6年（1917年）6月）は、『新聞「日本」』編集委員。閔妃暗殺に連座して広島裁判被告（48名）の一人となった。

## 経歴
上総国長生郡生まれ。父は清湖と号した漢学者で、幼にして丹後田辺藩の家臣・嶺田楓江の門に入って漢籍を学び、後上京して慶應義塾に学ぶ。
『日本新聞社』の創刊と共に記者となり、漢文学を担当し、三浦梧楼が朝鮮公使として京城に赴任した際、特派員として朝鮮に渡る。閔妃事件の際に同志と共に王宮に潜入したが、直接暗殺には加わらずに、逆に王宮内にいた米国人を避難のために助けたところが、ロシア公使・ウエーバーに見つかり、退韓命令を受けた。獄中で病を患い、放免後に谷干城の熱烈な支援の下、千葉県から衆議院選挙に立候補したが落選。以後は在野に下って神鞭知常と行動を共にし、「同仁会」の理事として対外問題を論じた。
陸羯南の人物像について、「彼は極めて質実なる品性に聖経、賢伝の素養を加へて、之れに西洋文明の衣服、しかも質素な衣服を着せたものである。」と評した。